# آیونیک (سکو توسعه موبایل)
آیونیک یک کیت توسعه نرم‌افزار با منبع باز برای توسعه برنامه موبایل ترکیبی است که در سال ۲۰۱۳ توسط مکس لینچ، بن اسپری و آدام بردلی در شرکت Drifty ساخته شده‌است. نسخه اصلی در سال ۲۰۱۳ منتشر شد و برروی انگولارجی‌اس و Apache Cordova ساخته شده‌است. با این حال، آخرین نسخه به عنوان مجموعه ای از کامپوننت‌های وب مجدداً ساخته شد و به کاربر اجازه می‌داد هر سکو رابط کاربری مانند انگولار، ری‌اکت و ویو جی‌اس را انتخاب کند.. همچنین امکان استفاده از اجزای آیونیک بدون هیچگونه سکو رابط کاربری را فراهم می‌کند. آیونیک با استفاده از فناوری‌های وب مانند اچ‌تی‌ام‌ال۵، سی‌اس‌اس CSS و Sass، ابزارها و خدماتی را برای توسعه برنامه‌های موبایل ترکیبی، رایانه رومیزی و برنامه‌های پیشرفته وب مبتنی بر فناوری‌ها و شیوه‌های نوین توسعه وب ارائه می‌دهد. به‌طور خاص، برنامه‌های تلفن همراه می‌توانند با این فناوری‌های وب ساخته شوند و سپس از طریق فروشگاه‌های برنامه‌های بومی توزیع شوند تا با استفاده از کوردووا یا خازن روی دستگاه‌ها نصب شوند.

## تاریخچه
آیونیک توسط شرکت Drifty در سال ۲۰۱۳ ایجاد شده‌است. پس از انتشار نسخه آلفا فریم‌ورک در نوامبر ۲۰۱۳، نسخه بتا ۱٫۰ آن در مارس ۲۰۱۴ منتشر شد، پس از آن نسخه نهایی ۱٫۰ در ماه مه ۲۰۱۵ و چندین بسته از نسخه ۲٫۰ در سال ۲۰۱۶ منتشر یافت. 
از ژانویه سال ۲۰۱۹، آیونیک ۴ به توسعه دهندگان اجازه می‌دهد که سکوهای دیگری را جدا از انگولار مانند ری‌اکت، ویو جی‌اس و کامپوننت‌های وب انتخاب کنند. 

## خدمات و ویژگی‌ها
آیونیک از Cordova و به تازگی، از افزونه‌های Capacitor برای دستیابی به ویژگی‌های سیستم عامل‌های میزبان از جمله دوربین، جی‌پی‌اس، چراغ قوه، و غیره استفاده می‌کند. کاربران می‌توانند برنامه‌های ساخته شده خود را برای اندروید، iOS، ویندوز، دسکتاپ (با الکترون) یا مرورگرهای مدرن سفارشی سازند. آیونیک امکان ساخت و توسعه برنامه‌ها را با استفاده از ابزارهای ساخت Cordova و Capacitor به وسیله یک دستور ساده خط فرمان 'ionic' را می‌دهد.
آیونیک شامل مؤلفه‌های تلفن همراه، تایپوگرافی، پارادایم‌های تعاملی و پوسته پایه قابل توسعه ای است. 
Ionic با استفاده از مؤلفه‌های وب، مؤلفه‌ها و روش‌های متفاوتی برای تعامل با آنها فراهم می‌کند. یکی از این مؤلفه‌ها، پیمایش مجازی، به کاربران این امکان را می‌دهد تا لیستی از هزاران مورد را بدون هیچ گونه بازدید عملکردی، از طریق لیست پیمایش کنند. یکی دیگر از مؤلفه‌ها، زبانه‌ها، یک رابط کاربری زبانه ای با پشتیبانی از ناوبری به سبک بومی و مدیریت وضعیت تاریخ ایجاد می‌کند. 
علاوه بر SDK , Ionic همچنین خدماتی را ارائه می‌دهد که توسعه دهندگان می‌توانند از آنها برای فعال کردن ویژگی‌هایی مانند استقرار کد، ساخت خودکار استفاده کنند. Ionic همچنین IDE خاص خود را که با نام Ionic Studio تولید می‌شود، فراهم می‌کند. 
Ionic همچنین یک رابط خط فرمان (CLI) برای ایجاد پروژه‌ها را فراهم می‌کند. CLI همچنین به توسعه دهندگان اجازه می‌دهد پلاگین‌های Cordova و بسته‌های فرانت اند، ارسال اعلان، تولید آیکن‌های برنامه و صفحه نمایش اسپلش را اضافه کنند، و باینری‌های بومی را بسازند. 

## سیستم عامل‌های پشتیبانی شده
برای اندروید، آیونیک از اندروید ۴٫۱ و بالاتر پشتیبانی می‌کند. برای آی‌اواس، آیونیک از آی‌اواس ۹ و بالاتر پشتیبانی می‌کند. آیونیک ۲ برای ساخت برنامه‌های ویندوز ۱۰ از پلتفرم ویندوز جهانی پشتیبانی می‌کند. سکو آیونیک، بر اساس انگولارجی‌اس، از برنامه‌های بلک‌بری ۱۰ پشتیبانی می‌کند.

## کارایی
برنامه‌های آیونیک با ترکیبی از کد بومی و کد وب اجرا می‌شوند و در صورت لزوم دسترسی کامل به عملکردهای بومی را با بخش عمده فرانت اند برنامه ساخته شده با فناوری وب استاندارد ارائه می‌دهند. آیونیک از ویژگی‌های شتاب سخت‌افزاری بومی موجود در مرورگر استفاده می‌کند.

## نصب و راه اندازی
آیونیک یک ماژول ان‌پی‌ام است و به نود.جی‌اس نیاز دارد.